# Protoreaster nodosus
Protoreaster nodosus is een zeester uit de familie Oreasteridae.
De wetenschappelijke naam van de soort werd in 1758 gepubliceerd door Carl Linnaeus in de tiende editie van Systema naturae.